# Alan Dubin
Alan Dubin – amerykański wokalista metalowy związany z taki zespołami jak OLD i Khanate. Rozpoznawalny ze względu na swój skrzeczący głos. Pod koniec 2008 założył projekt Gnaw, którego pierwszy album został wydany w lutym 2009 za pośrednictwem Conspiracy Records.

## Dyskografia[2]

### OLD
- Old Lady Drivers – 1988
- Lo Flux Tube – 1991
- The Musical Dimensions of Sleastak – 1993
- Hold On To Your Face – 1993
- Formula – 1995

### Khanate
- Khanate – 2001
- Things Viral – 2003
- Capture & Release – 2005
- Clean Hands Go Foul – 2009

### Gnaw
- This Face – 2009